# North Dansville
North Dansville ist eine Town im Livingston County des US-Bundesstaats New York in den Vereinigten Staaten von Amerika. Innerhalb des Towns befindet sich als Kernort das Dorf Dansville, während die Town Dansville mit dem Weiler South Dansville wenige Kilometer südlich im Steuben County liegt.

## Geographie
North Dansville liegt in einer durch Gletscher geformten Landschaft. Ein Teil des Ortsgebiets liegt in einem landwirtschaftlich geprägten Tal, das Richtung Nordwesten sanft zum etwa 20 km entfernten Genesee River abfällt.
Auf dem Gebiet der Town liegen:
- Dansville (Village; Kernort)
- Cumminsville (Census-designated place)

Die benachbarten Towns sind Sparta im Norden, Wayland im Osten, Dansville im Süden sowie Ossian und West Sparta im Westen. Dansville (Town) und Wayland liegen im Steuben County, die übrigen Towns im Livingston County.

## Geschichte
Ab 1795 siedelten europäische Einwanderer bzw. deren Nachfahren im damals dicht bewaldeten Gebiet des heutigen Dansville. Daniel P. Faulkner aus einer im 17. Jahrhundert von Sachsen nach Nordamerika ausgewanderten Familie gründete dort im selben Jahr einen Laden und ein Sägewerk. Der 1796 zum ersten Mal offiziell erwähnte Name Dansville wird auf ihn zurückgeführt.
Bei seiner Gründung lag das Dorf vollständig im Steuben County, das eine Town Dansville als Verwaltungseinheit gründete. 1822 wurde diese Town jedoch geteilt, indem der nordwestlichste Teil des Steuben Countys einschließlich des Dorfs Danville dem im Vorjahr gegründeten Livingston County zugeschlagen wurde. Dort lag das Dorf Dansville zunächst in der Town Sparta, ehe 1846 die Town North Dansville gegründet wurde.
Mit Abstand größte Ansiedlung auf dem Gebiet der Town ist das Dorf Dansville.